# Blylav
Blylav (Degelia plumbea) är en lavart som först beskrevs av John Lightfoot, och fick sitt nu gällande namn av P. M. Jørg. & P. James. Blylav ingår i släktet Degelia och familjen Pannariaceae. Arten är reproducerande i Sverige. Inga underarter finns listade i Catalogue of Life.